# تشيما ديلا بونداسكا
تشيما ديلا بونداسكا (بالإنجليزية: Cima della Bondasca)‏ هو أحد جبال سلسلة سلسلة بريغاغليا وجزء من القمة الأم بيزو شنغالو يقع في كانتون غراوبوندن، سويسرا ولومبارديا، إيطاليا. يبلغ ارتفاع الجبل حوالي 3289 متر، بينما يبلغ ارتفاع نتوء الجبل 187 متر.